# Arch A. Moore

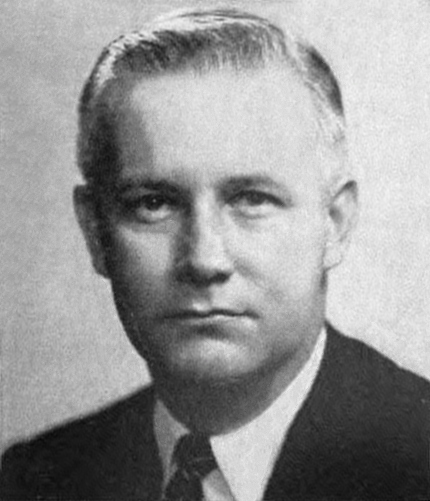
Arch A. Moore (1961)

Arch Alfred Moore (* 16. April 1923 in Moundsville, Marshall County, West Virginia; † 7. Januar 2015 in Charleston, West Virginia) war ein US-amerikanischer Politiker (Republikanische Partei). Er war 1969 bis 1977 der 28. Gouverneur und von 1985 bis 1989 der 30. Gouverneur des Bundesstaates West Virginia.

## Frühe Jahre und politischer Aufstieg
Arch Moore besuchte das Lafayette College in Easton und die West Virginia University in Morgantown. Anschließend trat er der Anwaltsfirma seiner Familie in Moundsville bei. Während des Zweiten Weltkrieges diente er in der US-Armee. Moores politische Laufbahn begann im Jahr 1953, als er in das Abgeordnetenhaus von West Virginia gewählt wurde. Dort verblieb er bis 1955. Zwischen 1957 und 1969 war Moore Abgeordneter im US-Repräsentantenhaus in Washington. Im Jahr 1968 wurde er als Kandidat seiner Partei zum Gouverneur von West Virginia gewählt.

## Gouverneur von West Virginia
Moores Amtszeit begann am 13. Januar 1969. Durch eine Verfassungsänderung war es ihm als erstem Gouverneur von West Virginia seit 1872 möglich, für eine zweite, zusammenhängende, Amtszeit zu kandidieren. Er machte von dieser Option Gebrauch und kam nach einer erfolgreichen Wiederwahl im Jahr 1972 auf insgesamt acht zusammenhängende Amtsjahre. In dieser Zeit wurde die Verwaltung umgebaut. Dabei baute er teilweise auf Plänen auf, die von Cecil H. Underwood in den Jahren 1957 bis 1961 aufgestellt worden waren. Dazu gehörten die Einrichtung eines eigenen Ministeriums für Fernstraßen und der Bau von Transitverkehrswegen. Auf dem Gebiet der Bildungspolitik wurde der sogenannte Board of Regents ins Leben gerufen, eine Art Schulaufsichtsbehörde, die den Auftrag hatte, die Hochschulen des Landes zu leiten und zu kontrollieren. Der Bau von zusätzlichen öffentlichen Kindergärten wurde ebenfalls vorangetrieben.
Gouverneur Moore musste sich auch mit Arbeitskämpfen auseinandersetzen. Er vermittelte einen Kompromiss bei einem landesweiten Streik der Minenarbeiter im Kohlebergbau. Auf der anderen Seite entließ er streikende Straßenbauarbeiter. Im Februar 1972 kam es im Logan County zu einem Dammbruch, bei dem 125 Menschen ihr Leben und 4000 weitere ihr Hab und Gut verloren. Eine Untersuchung ergab, dass die Unfallursache illegale Bergwerksaktivitäten in diesem Bereich waren. Die Pittston Coal Company wurde zu einer Entschädigungszahlung an die Opfer von 13,5 Millionen Dollar verurteilt. Obwohl der Staat die Firma auf 100 Millionen Dollar verklagte, ließ sich Gouverneur Moore auf eine Million herunterhandeln. Im Jahr 1975 wurden Moore und sein Wahlkampfhelfer wegen Erpressung angeklagt. Damit wurde er der erste amtierende Gouverneur von West Virginia, der sich einer Anklage ausgesetzt sah. Allerdings wurden beide Angeklagte freigesprochen.

## Zwischen den beiden Amtszeiten
Nach Ablauf seiner zweiten Amtsperiode am 17. Januar 1977 war Moore als Rechtsanwalt tätig. Im Jahr 1978 scheiterte ein Versuch, in den US-Senat gewählt zu werden. Ebenfalls erfolglos war seine Kandidatur um eine Rückkehr in das Amt des Gouverneurs im Jahr 1980. Vier Jahre später hatte er mehr Erfolg und er schaffte nochmals den Sprung in die Gouverneursvilla von West Virginia.

## Zweite Amtszeit
Durch seinen Wahlsieg wurde Moore der erste Gouverneur seines Staates, der drei jeweils vierjährige Amtszeiten absolvierte. Seine neue Amtszeit begann am 14. Januar 1985. Er löste Jay Rockefeller ab, der 1977 sein Nachfolger geworden war. Seine dritte Amtszeit war von einer Wirtschaftskrise überschattet, die zu einer hohen Arbeitslosenquote vor allem im Kohlebergbau führte. Die Regierung reduzierte damals den Arbeitgeberbeitrag zur Sozialversicherung. Ansonsten widmete sich Moore dem weiteren Ausbau des Verkehrsnetzes. Im Jahr 1988 kandidierte er erneut für eine weitere Amtszeit; diesmal unterlag er aber seinem demokratischen Herausforderer Gaston Caperton.

## Weiterer Lebenslauf
Im Jahr 1990 geriet Moore mit dem Gesetz in Konflikt. Dabei ging es ähnlich wie im Jahr 1975 um Erpressung und Korruption. Diesmal ging es um eine Summe von über 573.000 Dollar. Moore bekannte sich zunächst schuldig, widerrief dieses Geständnis dann aber wieder. Er wurde schuldig gesprochen und verbrachte über zwei Jahre im Gefängnis. Diese Vorgänge haben das Bild des Gouverneurs im Nachhinein verdunkelt. Seine Tochter Shelley Moore Capito war von 2001 bis 2015 für West Virginia Mitglied im US-Repräsentantenhaus. Seit 2015 sitzt sie im US-Senat. 2024 wurde auch sein Enkel Riley Moore in das Repräsentantenhaus gewählt. Arch A. Moore starb am 7. Januar 2015 in Charleston im Alter von 91 Jahren.